# Brodnia
Brodnia – wieś sołecka w Polsce położona w województwie łódzkim, w powiecie poddębickim, w gminie Pęczniew. Leży na wschodnim brzegu zbiornika Jeziorsko.
Wieś królewska w starostwie sieradzkim w powiecie sieradzkim województwa sieradzkiego w końcu XVI wieku.

## Historia
Na terenie Brodni ślady osadnictwa sięgają neolitu, co potwierdzają badania archeologiczne. Pierwsza wzmianka o miejscowości pochodzi z 1298, kiedy to Władysław Łokietek w zamian za Brodnię nadał kasztelanowi rudzkiemu Stoigniewowi wieś Niemojów. Od tego czasu wieś należała do starostwa sieradzkiego. W okolicach Niedzieli Palmowej król Władysław Jagiełło przy okazji polowania na grubego zwierza odprawiał w Brodni roki sądowe. W latach 1401–1433 król Jagiełło z reguły w okresie Niedzieli Palmowej był w Brodni 20 razy. W 1450 i w 1460 roku w celu odbycia sądu nadwornego (in curia domini regis) w Brodni przebywał król Kazimierz Jagiellończyk. Od poł. XVII w. wieś była częścią starostwa szadkowskiego. Po II rozbiorze Polski wieś przeszła na własność króla pruskiego i była dzierżawą rządową. Za czasów Księstwa Warszawskiego Brodnia jako dobra narodowe stanowiła najmniejszą ekonomię w departamencie kaliskim. W latach 1807–1819 była dzierżawą Ignacego Jabłkowskiego.
W 1827 wieś liczyła 70 domów i 439 mieszkańców. Po Jabłkowskim naddzierżawcą Brodni został sędzia pokoju Wincenty Czartkowski (teść Franciszka Patka, późniejszego dowódcy 1 Pułku Strzelców Konnych w powstaniu listopadowym). Okres rządów naddzierżawców to czasy bezwzględnego ucisku chłopów i braku poszanowania prawa. Doprowadzało to do ciągłych skarg i konfliktów. Jedną z ofiar tej sytuacji był miejscowy nauczyciel Kazimierz (Deka) Deczyński, autor pamiętnika Opis życia wieśniaka polskiego i bohater powieści Leona Kruczkowskiego Kordian i cham, który występował w obronie ciemiężonych chłopów (o czym świadczy okolicznościowa tablica na budynku szkoły). Ukazem carskim z 29 sierpnia 1836 majorat Brodnia wraz z przyległościami przeszedł w posiadanie gen. mjr. Iwana Noskowa. W 1864 car Aleksander II Romanow wydał dekret o uwłaszczeniu włościan w Królestwie Polskim. Na mocy tego dekretu zniesiono pańszczyznę, a wieś Brodnia stała się własnością jej mieszkańców.
W latach 1975–1998 miejscowość administracyjnie należała do województwa sieradzkiego.
We wsi istnieje Ochotnicza Straż Pożarna oraz działa Ludowy Zespół Śpiewaczy „Sobótki”.

## Zabytki
Według rejestru zabytków Narodowego Instytutu Dziedzictwa na listę zabytków wpisane są obiekty:
- drewniany kościół parafialny pw. św. Stanisława Biskupa, XVIII w., nr rej. 701 z 2.10.1967, zbudowany ok. roku 1556[14][15], rozbudowany w 1886, drewniany o konstrukcji zrębowej, orientowany, trójnawowy z transeptem. Zdobiony polichromią Zdziarskiego (malarza sakralnego)[15] z początku XX w. Wystrój wnętrza barokowy. Na mensach ołtarzy występują licznie herby szlachty sieradzkiej. Z wyposażenia na uwagę zasługują: późnogotycki kielich z XV/XVI w., pacyfikał z 1 poł. XVI w., liczne rzeźby i obrazy. Był to kościół filialny parafii w Glinnie[a], a następnie w 1644 włączono go do parafii w Zadzimiu[14]. W 1866[15][14] został kościołem parafialnym, któremu podporządkowano kościół w Glinnie. Do parafii św. Stanisława należy cmentarz, na którym został pochowany major Antoni Hendel – żołnierz walczący w powstaniu listopadowym i odznaczony orderem Virtuti Militari[16].
- drewniana dzwonnica, XVIII w., nr rej. 702 z 2.10.1967[17].

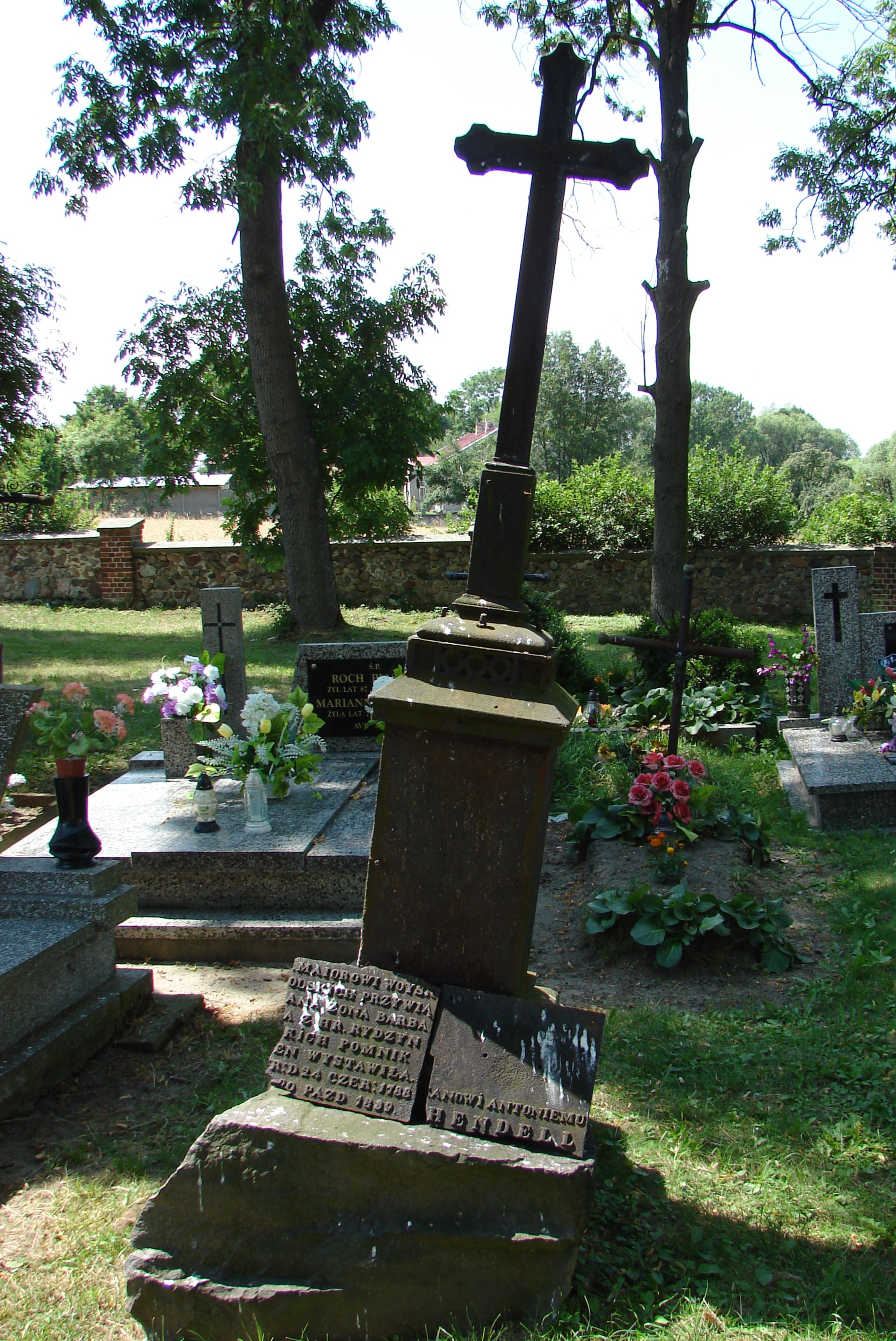
Grób Antoniego Hendla – zmarłego w 1839 w Luboli

Na ścianie szkoły umieszczono tablicę upamiętniającą Kazimierza Deczyńskiego.
Około 200 m na północny zachód od kościoła znajduje się kopiec ziemny kryjący relikty folwarku i stacji królewskiej Władysława Jagiełły. Również w pobliżu kopca zbadano pozostałości dużego folwarku istniejącego od początku XIV wieku do przełomu wieków XIX i XX. W czasie badań archeologicznych kopca przeprowadzonych w latach 1986 i 1987 odkryto ślady drewnianego budynku w kształcie wieży o konstrukcji zrębowej. Budynek był pokryty warstwą gliny i miał ogrzewanie piecowe. Wyniki prac datują powstanie obiektu na drugą połowę XIV wieku, a jego zniszczenie na wiek XVI. Pozostałością po zabudowaniach dworskich był do niedawna XIX-wieczny murowany dwór; zachowały się po nim tylko relikty.
W Brodni usytuowany był wiatrak typu koźlak, czynny do roku 1956; resztki wiatraka istniały jeszcze na początku XXI wieku.

## Turystyka
W Brodni znajduje się park krajobrazowy o powierzchni 3,3 ha. Południowa część zbiornika „Jeziorsko” stanowi rezerwat przyrody będący ostoją ptaków wodno-błotnych.
Na brzegu zbiornika „Jeziorsko” wytworzyły się trzy kilkusetmetrowej długości odcinki klifów, dochodzące do ponad 7 metrów wysokości.
Przez tereny wsi przebiega trasa szlaku turystycznego im. Kazimierza Deczyńskiego  („żółty szlak” – pieszy, dostępny dla rowerzystów). Na rzece Warcie wytyczony jest szlak kajakowy biegnący od Częstochowy przez zbiornik Jeziorsko do Uniejowa.

## Osoby związane z Brodnią
- Kazimierz Deczyński – uczestnik powstania listopadowego, tzw. burzyciel chłopów